# Rogier van der Weyden
Rogier van der Weyden, rojen kot Roger de la Pasture (1399/1400, Tournai - 18. junij 1464, Bruselj) je bil flamsko-nizozemski slikar zgodnje severnoevropske renesanse, katerega ohranjena dela so sestavljena v glavnem iz verskih triptihov, oltarnih in naročenih enojnih in diptih portretov. Bil je zelo uspešen in znan v času svojega življenja. Njegove slike so izvozili - ali vzeli - v Italijo in Španijo , dobil je plačilo od, med drugim, Filipa Dobrega, nizozemskega plemstva in tujih plemenitašev. Do tretje polovice 15. stoletja je Jan van Eyck zasenčil njegovo priljubljenost. Vendar pa je njegova slava trajala še v 17. stoletju in so ga pozabili do sredine 18. stoletja. Njegov ugled je bil v naslednjih 200 letih počasi obnovljen. Danes je znan, skupaj z Robertom Campinom in van Eyckom, kot eden od treh velikih zgodnjih flamskih umetnikov (Vlaamse Primitieven ali 'flamskih primitivcev') in kot eden najbolj vplivnih severnih slikarjev 15. stoletja. 
Karel van Mander je napisal o velikem umetniškem prispevku Rogierja van der Weydna v njegovih idejah, kompoziciji in upodabljanju izražanja duše skozi bolečino, veselje ali jezo in tempiranje tega čustvenega pričevanja na predmet njegovega dela. 
O življenju van der Weydna je znanih malo dejstev.  Nekaj jih je prišlo iz civilnih zapisov in sekundarnih virov, nekateri pa so izpodbojni. Vendar so slike, ki so mu zdaj pripisane, splošno sprejete, kljub težnji v 19. stoletju, da jih pripisujejo drugim.
Van der Weyden je delal po živih modelih, njegova opažanja so bila izostrena, vendar je pogosto idealiziral nekatere elemente obraza svojih modelov in so značilno postavni, še posebej v njegovih triptihih. Znan je po izraznem patosu in naturalizmu. Njegovi portreti so po navadi polovični in pol s profila ter tako razumevajoči, kot v njegovih verskih triptihih. Van der Weyden uporablja nenavadno široko paleto barv in raznolikih tonov. V svojem najboljšem delu se isti ton ne ponovi na nobenem drugem področju platna; celo belci so različni.

## Zgodnje življenje in vajeništvo
Zaradi izgube arhivov leta 1695 in spet leta 1940 je nekaj nejasnih dejstev o življenju van der Weydna. Rogelet de le Pasture je bil rojen v Tournai (v današnji Belgiji) leta 1399 ali 1400. Njegovi starši sta bili Henri de le Pasture in Agnes de Watrélos. Družina Pasture se je v mestu Tournai naselila, kjer je Rogerjev oče delal kot glavni izdelovalec nožev.
Leta 1426 se je Rogier poročil z Elisabeth, hčerjo bruseljskega čevljarja Jana Goffaerta in njegove žene Cathelyne van Stockem. Rogier in Elisabeth sta imela štiri otroke: Cornelius (1427) je postal kartuzijski menih; hči, Margaretha, se je rodila leta 1432. Pred 21. oktobrom 1435 se je družina naselila v Bruselj, kjer sta se rodila mlajša otroka: Pieter 1437 in Jan 1438, ki sta postala slikar in zlatar.
Od 2. marca 1436 naprej je imel naziv slikar v mestu Bruselj (stadsschilder), zelo prestižno mesto, ker je bil Bruselj v tistem času najpomembnejša rezidenca čudovitega dvora Burgundskih vojvod. Ko se je preselil v Bruselj, je Rogier začel uporabljati flamsko različico svojega imena: Rogier van der Weyden.
Malo je znanega o Rogierjevem učenju slikarstva. Arhivski viri iz Tournaija so bili popolnoma uničeni med drugo svetovno vojno, vendar so bili delno prepisani v 19. in začetku 20. stoletja. Viri njegovega zgodnjega življenja so zmedeni in so povzročili različne interpretacije strokovnjakov. Znano je, da je mestni svet Tournaia 17. novembra 1426 ponujal osem vrčev vina v čast določenega Maistre Rogier de le Pasture.
Vendar pa zapisi slikarskega ceha iz 5. marca naslednjega leta kažejo, da je Rogelet de le Pasture vstopil v delavnico Roberta Campina skupaj z Jacquesom Daretom. Evidence kažejo, da je le Pasture že imel status slikarja. Le pet let kasneje, 1. avgusta 1432, je le Pasture dobil naziv Master (Maistre) slikar.
Njegov poznejši vstop v vajeništvo je mogoče razložiti z dejstvom, da je bilo mesto Tournai v 14. stoletju v krizi in zaradi tega cehi niso delali normalno. Pozno vajeništvo je lahko bila pravna formalnost. Jacques Daret je bil takrat v dvajsetih letih in je vsaj desetletje živel in delal v Campinovem gospodinjstvu. Možno je, da je Rogier pridobil akademski naslov (mojster), preden je postal slikar in da mu je bil ob diplomi dodeljen častni naziv. Izrazite in naučene ikonografske in kompozicijske lastnosti slik, ki so mu pripisane, se včasih uporabljajo kot argument v prid tej domnevi.
Družbeni in intelektualni status Rogierja v njegovem poznejšem življenju je presegel zgolj obrtniškega v tistem času. Na splošno je tesno povezana slogovna povezava med dokumentiranimi deli Jacquesa Dareta in slikami, pripisanimi Robertu Campinu ter van der Weydnu kot Campinovemu učencu.

## Priznanje v Bruslju
Končna omemba Rogier de la Pasture v finančni evidenci Tournaija 21. oktobra 1435 navaja kot demeurrant à Brouxielles ('živi v Bruslju'). Hkrati je to prva omemba Rogierja de Weydna, ki ga je postavila za uradnega slikarja v Bruslju. To dejstvo potrjuje, da sta de la Pasture in van der Weyden en in isti slikar. Mesto mestnega slikarja je bilo ustvarjeno posebej za van der Weydna in bi moralo prenehati z njegovo smrtjo. Povezano je bila z ogromnim naročilom za slikanje štirih pravniških prizorov za Zlato dvorano mestne hiše v Bruslju. Različne lastnosti in naložbe so dokumentirane in priča njegovi materialni blaginji. Portreti, ki jih je slikal o Burgundskih vojvodah, njihovih sorodnikih in dvoru, kažejo tesne odnose z nizozemsko elito. Čeprav je postal Rogier van der Weyden vedno bolj bogat, je tudi bogato dajal milost za revne. Nadaljnje pričevanje njegove filantropije je položaj van der Weydna kot upravnika bolnišnice in dobrodelne ustanove Ter Kisten Beguine, samostana v Bruslju med letoma 1455 in 1457.
Oltar Miraflores je verjetno naročil kralj Janez II. Kastiljski, saj ga je le-ta poklonil v samostan Miraflores leta 1445. V svetem letu 1450 je Rogier romal v Rim, ki ga je pripeljal v stik z italijanskimi umetniki in pokrovitelji. Rodbina Este in Medičejci so mu naročali slike. Po intervenciji obeh grofov iz Burgundije in francoskega daufina, bodočega kralja Ludvika XI., je bil Rogier van der Weyden prepričan, da sprejme zahtevo Biance Marie Visconti, vojvodinje iz Milana, da njen dvorni slikar Zanetto Bugatto odide v Bruselj, da bi postal vajenec v njegovi delavnici. Rogierjev mednarodni ugled se je postopoma povečeval. V 1450-ih in 1460-ih so humanistični znanstveniki, kot so Nicolas Cusanus, Filarete in Bartolomeo Facio, omenili v superlativih: 'največji', 'najbolj plemeniti' slikarji.
Van der Weyden je umrl 18. junija 1464 v Bruslju in je bil pokopan v kapeli sv. Katarine v sostolnici sv. Mihaela in sv. Gudula.

## Pripisano avtorstvo
Nobenega dela ni mogoče z gotovostjo pripisati van der Weydnu na osnovi samo dokumentarnih dokazov iz 15. stoletja. Vendar je Lorne Campbell izjavil, da so znane tri dobro potrjene slike, vendar je vsaka dvomljiva ali podcenjena . Najboljše je dokumentirano Snemanje s križa v muzeju Prado v Madridu. Campbell opozarja, da se poreklo te slike podrobneje izsledi v 16. stoletju. Prvotno je visela v cerkvi Notre-Dame-hors-des-Murs v Leuvenu, nato pa je bila poslana španskemu kralju. Medtem ko se je ladja, na kateri je potovala slika potopila, je skrbno pakiranje pomenilo, da je bila komajda poškodovana. Kopija mojstrovine Michela Coxcieja je bila donirana ljudem iz Leuvna, da bi nadomestili izvirnik, poslan v Španijo. Marijin triptih ali Oltar Miraflores, od leta 1850 v Gemäldegalerie v Berlinu, je bil leta 1445 podan v kartuzijo Miraflores v bližini Burgosa, kupil jo je Janez II. Kastiljski; opisan je v darilnem pismu kot delo velikega in slavnega Flandresca Rogela. Diptih Križanje, ki je zdaj v palači El Escorial, je Rogier poklonil Kartuzijanom v Scheutu izven Bruslja. Belgijski umetnostni zgodovinar Dirk de Vos v svojem catalogue raisonné soglaša s Campbellom o pristnosti teh treh slik.
Rogierjevo vajeništvo pod Campinom je vzbudilo številne skrbi, najbolj opazen je njegov pristop k ženski lepoti, ki je bila pogosto izražena tako po elegantni obliki modela kot tudi njeni obleki. Oba slikarja sta postavila svoje modele v močne diagonalne linije, ki so bile narejene bodisi skozi naglavna pokrivala ali gube okoliških draperij ali tkanin. Oba sta poudarila živahnost značaja svojega modela, ki je nasprotovala temnim ravnim ozadjem in metala močno svetlobo iz bližnje leve strani. Campbell primerja Campinov Thief z Rogierjevim Snemanjem s križa v Pradu v njihovih čustvenih prikazih trpljenja. Podobnost je velika - primerjati Campinov Portrait ženske in podobnost Rogierjevega berlinskega portreta - da so bila Campinov dela v obdobju, pripisana Rogierjevi zgodnji karieri.
Châtelet ponazarja, kako so se naslednje generacije umetnostnih zgodovinarjev združile in zmedle identiteto Rogierja van der Weydna in napačno pripisali umetniška dela. Odkrita je lahko geografska napaka v Vasarijevem Vite de 'più eccellenti pittori, scultori e architettori, kjer pravi, da je v Bruggeu živel umetnik 'Rugiero da Brugia'. Van Mander, ki je vedel, da je Rogier van der Weyden prebival v Bruslju, je prebral Vasarijeva besedila in verjel, da sta obstajala dva različna umetnika z istim imenom, ki sta oba ločena v njegovem Schilder-boeku leta 1604. Châtelet pojasnjuje, kako je bruseljski arhivist Alphonse Walters leta 1846 odkril, da je bil Roger van der Weyden, ki je živel v Bruslju, vendar je umrl prej, kot je bilo navedeno v Schilder-Boeck; to je pripeljalo do trditve Alfreda Michielsa, da sta obstajala dva slikarja Rogierja van der Weydna, oče in sin. Dodatna zapletenost je nastala konec 19. stoletja, ko sta William Bode in Hugo von Tschudi pripeljala skupino umetniških del na "Maître de Flémalle"; kljub neskladju so ta dela podobna tistim Van der Weydna, zato so verjeli, da so bila ta dela pravzaprav der Waydnova in da je bil on "Maître de Flémalle". Šele leta 1913 je Hulin de Loo pokazal, da je ta dela dejansko naslikal Rogierjev učitelj Robert Campin. Še vedno je bilo kritično mnenje o tem ali je bil eden Rogier van der Weyden ali dva umetnika, drugi pa Rogier de la Pasture iz Tournaija, dokler Erwin Panofsky ni napisal svojega dokončnega dela leta 1953 Early Netherlandish Painting in ugotovil, da je obstajal le en slikar z dvema imenoma.

## Delo
Relativno malo del se pripisuje relativno dolgi karieri van der Weydna, vendar to ne pomeni, da je bil neploden, bolj verjetno, da so bila mnoga izgubljena. Kljub temu je imel zelo dobro definiran slog in večina pripisov je splošno sprejeta. Van der Weyden ni pustil avtoportretov. Vendar pa je bilo predlagano, da je na enega od panelov Justicie naslikal avtoportret, ki je bil nato kopiran v Bernsko tapiserijo. Risba z napisom Recueil d'Arras naj bi tudi prikazala van der Weydna .
Številna njegova najpomembnejša dela so bila uničena konec 17. stoletja. Prvič se omenja v zgodovinskih zapisih leta 1427, ko je relativno pozno v življenju študiral slikarstvo pod Campinom leta 1427-32, kmalu pa ga je presegel in kasneje celo vplival nanj. Po vajeništvu je postal mojster Turneijskega ceha sv. Luke. V Bruselj se je preselil leta 1435, kjer je hitro uveljavil svoje tehnično znanje in čustveno uporabo linije in barve. Leta 1435 je zaključil svoje Snemanje s križa, ki ga je ustoličil kot enega najbolj iskanih in vplivnih umetnikov v severni Evropi in se še vedno šteje za njegovo mojstrovino.
Delo iz londonske nacionalne galerije Magdalena bere je Campbell opisal kot »eno od velikih mojstrovin umetnosti iz 15. stoletja in med najpomembnejšimi zgodnjimi Rogierjevimi deli«. Od 1970-ih je bila ta slika povezana z dvema majhnima glavama v zbirki muzeja Calouste Gulbenkian (Lizbona), svete Katarine in sv. Jožefa. Zdaj velja splošno prepričanje, da so ti trije fragmenti izhajali iz istega velikega oltarja, ki prikazuje Devico in otroka s svetniki, delno zabeleženo v poznejšem risbah zdaj v Stockholmu. Na nekem neznanem datumu pred letom 1811 je bil ta oltar vrezan v te tri fragmente.
Izgubljeno delo Trajanova in Herkinbaldova pravica, ki je preživelo do konca 17. stoletja, je bilo sestavljeno iz štirih velikih tabel, ki predstavljajo pravičnega Trajana in pravičnega Herkenbalda. Te jih je naročilo mesto Bruselj za Gulden Camere v bruseljski mestni hiši. Prvi in tretji panel sta bila podpisana, prvi datira v leto 1439. Vsi štirje so bili končani pred 1450. Uničeni so bili v francoskem bombardiranju Bruslja leta 1695, vendar so znani iz številnih preživelih opisov, iz delne kopije v tapiseriji (Bern, Zgodovinski muzej) in iz drugih prostih in delnih kopij risb in slik. Slike so verjetno merile približno 4,5 m, kar je bilo ogromno za slikanje na table v tistem času. Služile so kot 'primer pravičnosti' za voditelje mesta, ki so morali v tem prostoru govoriti pravično. Slike so bile hvaljene ali opisane od številnih komentatorjev, med njimi Dürerja (1520), Vasarija (1568), Molanusa (1570-1580) in Baldinuccija (1688).
Van der Weyden je v svojih naročenih portretih običajno obudil svoje modele. Pogosto je idealiziral ali mehčal njihove obrazne lastnosti, kar jim je omogočilo lepoto ali zanimanje ali inteligenco, s katero morda niso bili blagoslovljeni. Pogosto je povečal oči, bolje opredelil konture obraza in naslikal daljšo močnejšo čeljust, kot jo je imela oseba v resnici. Med njegovimi najbolj slavnimi portreti so bili Filip Dobri, njegova tretja žena Isabella Portugalska in njihov sin Karel Drzni.

### Izbrana dela
- Snemanje s križa (1435-1440), Prado, Madrid
- Sveti Luka riše Madono (1435-1440), Muzej umetnosti, Boston
- Oltar Miraflores (окоli 1440)., Državni muzej, Berlin
- Oltar z razpelom (1445), Muzej zgodovine in umetnosti, Berlin
- Oltar Petra Bladelina ali Middelburški oltar, triptih (1445-1450), Državni muzej, Berlin
- Sveti razgovor (1450)., Državni muzej, Frankfurt
- Triptih družine Braque (1450)., Louvre, Pariz
- Poslednja sodba (1451), Hospital, Beaune (Francija)
- Poklon Svetih treh kraljev (окоli 1455), Stara pinakoteka, München
- Portret Filipa Dobrega (окоli 1456-1458), Muzej umetnosti, Antwerpen
- Portret Karla Drznega (окоli 1456-1458), Muzej umetnosti, Bruselj
- Marija z detetom (1460), Državni muzej, Berlin
- Portret Francesca de' Este (окоli 1460), Metropolitan muzej, New York
- Objokovanje Kristusa (1465), Državni muzej, New York
- Diptih Križanje, (ok. 1460). Philadelphia Museum of Art
- Janezov oltar, ok. 1455, Gemäldegalerie, Berlin

## Vpliv
Njegova živahna, subtilna, ekspresivna slika in popularni verski koncepti sta imela velik vpliv na evropsko slikarstvo, ne le v Franciji in Nemčiji, temveč tudi v Italiji in Španiji. Panofsky piše, kako je Rogier van der Weyden v svoje slike uvedel novo versko ikonografijo; prikazal je donatorje, ki so sodelovali v svetih dogodkih in kombinirane polportrete Marije s portreti ljudi v molitvi za oblikovanje diptihov. Prav tako je preoblikoval in populariziral temo sv. Hieronima, ki je odstranil trn iz levje tace. Hans Memling je bil njegov največji privrženec, čeprav ni dokazano, da je študiral pod Rogierjem. Van der Weyden je imel tudi velik vpliv na nemškega slikarja in graverja Martina Schongauerja, katerega grafike so bile razporejene po vsej Evropi zadnjih desetletij 15. stoletja. Schongauerjeve grafike so posredno pripomogle k razširjanju sloga van der Weydna. Delenda piše, da so sledovi umetnosti Rogierja van der Weydna, razen Petrusa Christusa, ki je bil učenec Jan van Eycka, v različnih umetnikih iz 15. stoletja v različnih stopnjah.